# Conistra filipjevi
Conistra filipjevi là một loài bướm đêm trong họ Noctuidae.